# Медаль Прествича
Медаль Прествича (англ. Prestwich Medal) — научная награда Геологического общества Лондона (англ. Geological Society of London) за выдающиеся достижения в области геологии. Награда была учреждена в 1903 году на средства геологa Джозефа Прествича по его завещанию.

## Список награждённых
- 1903: Лаббок, Джон
- 1906: William Whitaker[англ.]
- 1909: Maria Millington Evans
- 1915: Эмиль Картальяк
- 1918: Докинс, Уильям Бойд
- 1939: Samuel Hazzledine Warren
- 1942: Alfred Santer Kennard
- 1948: Анри Брейль
- 1951: Harry Godwin[англ.]
- 1954: Frederick William Shotton[англ.]
- 1957: John Kaye Charlesworth[англ.]
- 1960: Фукс, Вивиан
- 1963: Kenneth Oakley[англ.]
- 1966: Dennis Curry
- 1969: Луис Лики и Мэри Лики
- 1972: Ричард Фостер Флинт
- 1976: Walter William Bishop
- 1979: Ian Graham Gass[англ.]
- 1981: Harold Garnar Reading
- 1984: Charles Downie
- 1987: Claud William Wright[англ.]
- 1990: William James Kennedy[англ.]
- 1993: Henry Elderfield[англ.]
- 1996: Mary Fowler[англ.]
- 1999: Claude Jaupart[фр.]
- 2002: Adrian W. A. Rushton[нем.]
- 2005: Russell Coope[англ.]
- 2007: Frederick Vine[англ.]
- 2010: Peter Furneaux Friend
- 2014: Max Coleman
- 2015: Alastair Robertson
- 2016: Henry Emeleus[англ.]
- 2017: медаль не присуждалась
- 2018: Jan Zalasiewicz[пол.][1]